# Фагерсон, Зандер
Александр «Зандер» Джеймс Рагнар Фагерсон (англ. Alexander "Zander" James Ragnar Fagerson, родился 19 января 1996 года в Перте) — шотландский регбист, игрок клуба «Глазго Уорриорз» в Про14 и национальной сборной Шотландии. Старший брат другого шотландского регбиста, Мэтта Фагерсона.

## Ранние годы
Учился в средней школе Данди, где впервые занялся регби: с командой U-16 выступал на турнире, спонсором которого была компания Brewin Dolphin, и завоевал тарелку. Позже переехал учиться в Страталлан, выступал за команды Каледонии до 16 и до 18 лет.

## Клубная карьера
В октябре 2014 года на клубном уровне Фагерсон осуществил свой дебют за клуб «Глазго Уорриорз» в матче против итальянского «Бенеттона Тревизо»: его команда победила со счётом 43:20, несмотря на то, что доигрывала матч после двух удалений. В октябре 2015 года он занёс свою первую попытку в матче против «Дрэгонс» (победа 29:15). В возрасте 21 года он провёл свой 50-й матч, став самым юным игроком клуба, которому покорилось это достижение. В сезоне 2017/2018 Фагерсон дебютировал в чемпионате Шотландии за клуб «Стерлинг Кантри».

## Карьера в сборной
Фагерсон выступал за разные юниорские сборные Шотландии, составленные из игроков не старше 16, 18 и 20 лет соответственно. Накануне Кубка шести наций 2015 года он был приглашён Верном Коттером на тренировочный сбор национальной команды. 19 января 2016 года был впервые вызван в сборную Шотландии накануне очередного Кубка шести наций и дебютировал 6 февраля матчем против Англии, выйдя на замену и став 1074-м игроком в истории сборной Шотландии. 20-летний Фагерсон стал 4-м среди самых молодых игроков на позиции пропа, дебютировавших за сборную Шотландии, а также самым молодым с 1948 года дебютантом сборной Шотландии (после выхода Билла Блэка в 1948 году в матче против Франции.
В 2016 году Фагерсон сыграл три тест-матча шотландской сборной. Позже он выступал на Кубке шести наций 2017 года, летних и осенних тест-матчах сборной. В 2018 году он пропустил начало Кубка шести наций, попав в заявку только на два последних матча и выйдя на замену в игре против Италии. После того, как в игре против сборной США на поле вышли Зандер и его брат Мэтт (проводил дебютный матч), братья Фагерсоны стали 48-й парой братьев, сыгравших за сборную Шотландии. 47-й парой в тот же день стали братья Джордж и Пит Хорн, причём Пит также проводил свою дебютную игру против США. Подобный случай выхода сразу двух пар братьев стал 8-м в истории шотландского регби. Фагерсон участвовал в розыгрыше Кубка мира 2019 года в Японии, сыграв три матча. В игре против сборной Японии 19 октября он занёс попытку, однако шотландцы проиграли 21:28 и не вышли из группы.
13 февраля 2021 года Фагерсон в матче против сборной Уэльса в рамках Кубка шести наций (поражение 24:25) получил красную карточку и был удалён с поля до конца матча за то, что во время рака буквально боднул головой Уина Джонса. Он стал третьим в истории игроком шотландской сборной, заработавшим красную карточку в Кубках шести наций. После игры дисциплинарный комитет отстранил его ещё на 4 недели.

## Тренерская работа
В сезоне 2019/2020 Фагерсон вошёл в тренерский штаб клуба «Глазго Хай Келвинсайд», заняв должность помощника тренера.

## Личная жизнь
Вне регби Зандер занимался горным велоспортом, став чемпионом Шотландии среди юниоров в 2010 году. Помимо этого, в 2006 году он пел в Национальном юношеском хоре Шотландии; является квалифицированным телохранителем.
По своим словам, он всегда пишет инициалы своего деда и молитву на своем тейпе, чтобы справиться психологически в трудный момент любого матча. В случае успешной игры всегда отмечает победу, принимая булочки со взбитыми сливками.